# شینستوئل
شینستوئل (به لاتین: Chingstuel) یک کوه در سوئیس است که در کانتون ابوالدن واقع شده‌است. شینستوئل ۲٬۱۱۸ متر بالاتر از سطح دریا واقع شده‌است.